# Moreel scepticisme
Moreel scepticisme of ethisch scepticisme is een meta-ethisch standpunt waarbij fundamentele vragen worden gesteld over moraal. Dat morele sceptici immoreel of niet in staat zouden zijn tot het maken van ethische overwegingen, zoals soms wordt verondersteld, is echter niet zo: zij ontkennen wel dat eigen of andermans morele overtuigingen gerechtvaardigd of waar zijn, en twijfelen er zelfs aan of die overtuigingen wel als moreel kunnen worden beschouwd.
De belangrijkste vormen van moreel scepticisme zijn epistemologisch van aard:
1. het scepticisme van morele rechtvaardiging stelt dat niemand gerechtvaardigd is om geloof te hechten aan gelijk welke morele claim
2. het scepticisme van morele kennis stelt dat niemand kan weten of een bepaalde fundamentele morele claim juist is
3. het linguïstisch moreel scepticisme (ook non-cognitivisme genoemd) stelt dat morele claims noch waar nog fout kunnen zijn; het impliceert scepticisme van morele kennis wanneer kennis waar moet zijn.
4. het praktisch moreel scepticisme stelt dat er niet altijd een adequate reden is om moreel te handelen volgens wat ethisch wordt verwacht.